# Ormyrus papaveris
Ormyrus papaveris is een vliesvleugelig insect uit de familie Ormyridae. De wetenschappelijke naam is voor het eerst geldig gepubliceerd in 1840 door Perris.